# Robert Freitas
Robert A. Freitas Jr. – jeden z czterech badaczy w fundacji non-profit Institute for Molecular Manufacturing w Palo Alto (Kalifornia). W 1974 ukończył fizykę i psychologię uzyskując stopień Bachelor na Harvey Mudd College, a w 1978 stopień Juris Doctor na Santa Clara University. Jest autorem ponad 150 prac technicznych, rozdziałów książek i artykułów popularnych z dziedziny inżynierii, nauki i prawa. W 1980 współredagował analizę wykonalności samo-powielających się fabryk kosmicznych opracowaną przez NASA, następnie był autorem pierwszego szczegółowego studium projektu technicznego hipotetycznego medycznego nanorobota, respirocytu (sztuczne ciałko czerwone), jaki opublikowało pismo medyczne.
W 1977-78 Robert Freitas stworzył koncepcję Sentience Quotient (SQ) (współczynnik odczuwalności) do opisania prędkości przetwarzania informacji w żywych organizmach lub komputerach. Freitas jest autorem wielotomowego dzieła Nanomedicine, pierwszej mającej formę książki dyskusji technicznej o potencjalnych zastosowaniach hipotetycznej nanotechnologii molekularnej i medycznych nanorobotów. Tom pierwszy wydało w 1999 wydawnictwo medyczne Landes Bioscience, gdy Freitas zajmował stanowisko badawcze (Research Fellow) w Institute for Molecular Manufacturing. Tom IIA wydało to samo wydawnictwo w 2003, gdy Freitas był w latach 2000-2004 badaczem w korporacji Zyvex, firmie nanotechnologicznej z siedzibę w Richardson w stanie Texas.
W 2004 Robert Freitas i Ralph Merkle wydali napisaną wspólnie Kinematic Self-Replicating Machines, pierwszą kompletną pracę z dziedziny hipotetycznych samo-replikujących się maszyn. W 2006 Freitas i Merkle ufundowali Nanofactory Collaboration, program badawczy mający na celu utworzenie pierwszej działającej nanofabryki diamondoidów.
W 2006 Lifeboat Foundation przyznała Freitasowi Guardian Award, a w 2007 otrzymał Foresight Prize in Communication od Foresight Institute. W 2009 Freitas został laureatem Feynman Prize w Nanotechnologii Teoretycznej
W 2010 Freitas uzyskał patent, będący w czasie składania aplikacji (2004) pierwszą aplikacją z dziedziny mechanicznej syntezy diamentów (diamond mechanosynthesis]).